# 10456 Anechka
10456 Anechka eller 1978 PS2 är en asteroid i huvudbältet som upptäcktes den 8 augusti 1978 av den rysk-sovjetiske astronomen Nikolaj Tjernych vid Krims astrofysiska observatorium på Krim. Den har fått sitt namn efter Anja (Anetjka) Ivantjenko.
Asteroiden har en diameter på ungefär fyra kilometer.